# Batalla del Riu Fei
La batalla del Riu Fei o "Feishui" (xinès tradicional: 淝水之戰, xinès simplificat: 淝水之战, pinyin: Féishŭi zhī zhàn) fou una batalla del 383, on Fú Jiān (T.: 苻堅) de l'Imperi Di dels Qin anteriors va ser decisivament derrotat per un exèrcit de Jin inferior en nombre (encapçalats pels xinesos han) dels Jin Oriental.

## Antecedents
El règim dels Yan anteriors fundat pels Xianbei va dominar gran part de la Xina del nord. Membres de la tribu Di van conquerir la regió al voltant de Shanxi, i van formar l'Imperi Di dels Qin anteriors, que el 370 envaí i conquerí Yan anteriors, unificant la majoria del nord de la Xina. El 376 després de dues campanyes contra Liang anteriors i l'estat de Dai, Fú Jiān dels Qin anteriors va tornar a unificar tot el nord de la Xina, i tractant de capitalitzar el seu èxit i de conquerir tota la Xina, Fú Jiān va procedir a envair el territori de la dinastia Jin Oriental, l'últim estat xinès-han, la conquesta del qual el faria el primer governant no-xinès de la Xina.

## La batalla
La localització de la batalla, el Riu Fei, ja no existeix, però es creu que fluïa a través d'actual Lu'an, Anhui, al costat del riu Huai). Aquesta batalla és considerada com una de les batalles més significatives en la història de la Xina.

## Conseqüències
Després de la batalla, les forces de Jin van avançar cap al riu Groc i van guanyar part dels territoris de Henan i Shantung.
Les seqüeles de la batalla inclouen l'ensulsiada de l'imperi de Qin anteriors en una guerra civil massiva i tot i que la dinastia dels Jin anteriors va durar fins al 394, i la seva antiga capital Chang'an cauria l'any 385 en mans dels Xianbei de la Dinastia dels Yen Occidentals i només va durar fins al 394, quan va caure en mans dels Yen posteriors, i el mateix Fu Jiān moriria més tard aquell any a mans del seu antic general Yao Chang, que fundaria la Dinastia dels Jin posteriors, mentre que Murong Chui es va apoderar de Hopei i el Shantung en 384 on va fundar una dinastia coneguda per dinastia dels Yen posteriors que va durar fins al 407, i Yao Chang, probablement tibetà, es va apoderar del Shensi i part de Honan, i va fundar la dinastia dels Jin posteriors que va durar del 384 al 417 i va tenir per capital a King-txao. El desmembrament de Qin anterior va garantir la supervivència de Jin Oriental i altres règims xinesos al sud del riu Iang-Tsé (Chang Jiang).